# Kaleste
Koordinaten: 58° 55′ N, 22° 8′ O
Kaleste ist ein Dorf (estnisch küla) in der Landgemeinde Hiiumaa (2013 bis 2017: Landgemeinde Hiiu, davor Landgemeinde Kõrgessaare) auf der zweitgrößten estnischen Insel Hiiumaa (deutsch Dagö).

## Beschreibung
Kaleste hat fünf Einwohner (Stand 31. Dezember 2011).
Der Ort liegt im Südwesten der Halbinsel Kõpu (Kõpu poolsaar) in einer von Wald und Dünen geprägten Landschaft. Die höchste Düne ist 44,7 m hoch. Südlich des Ortes erstreckt sich die Ostsee-Bucht von Kalaste (Kalaste laht).
Die Gegend um Kaleste ist besonders bei Wanderern und Campingfreunden beliebt.